# Suchá priehyba

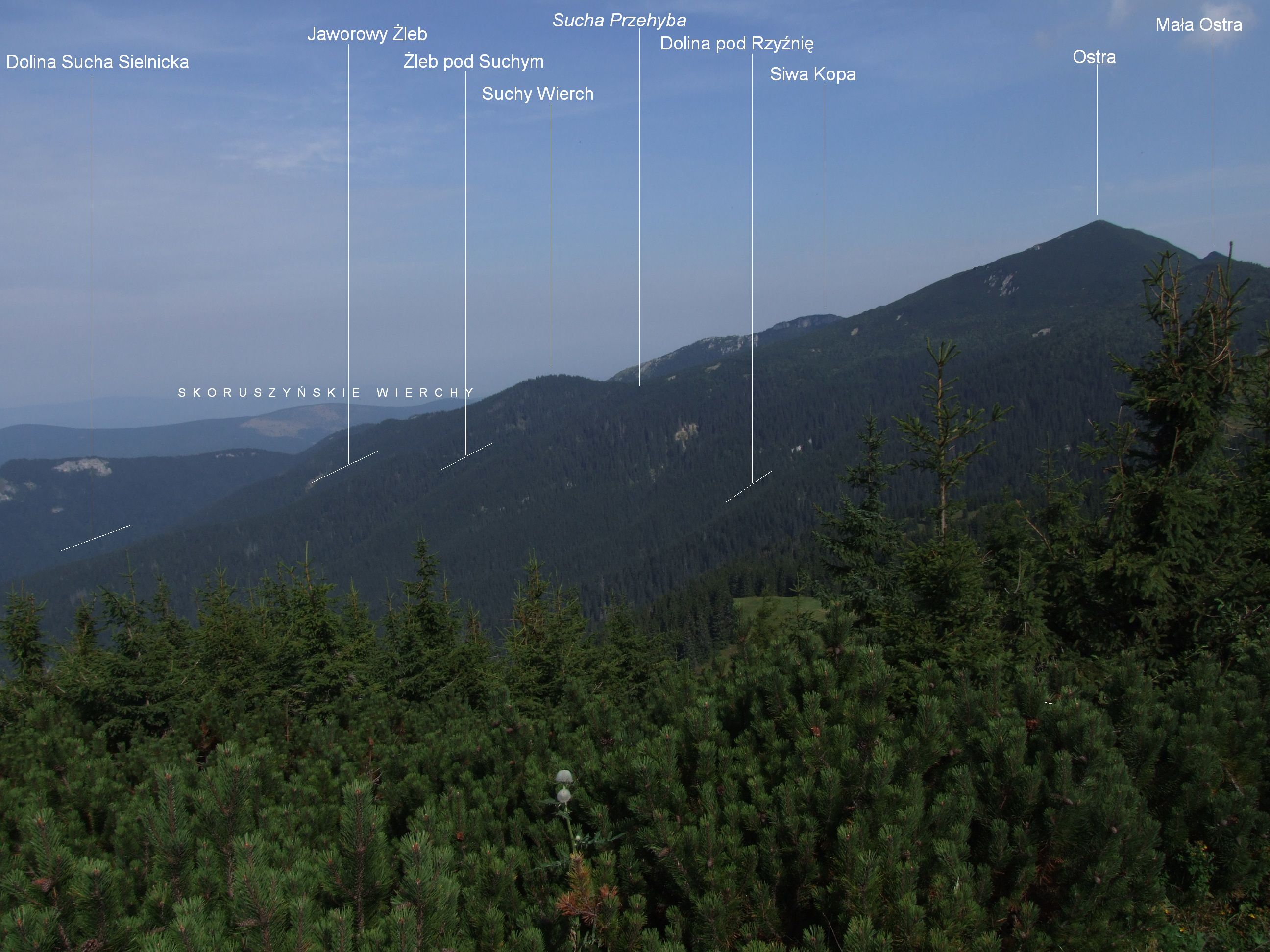
Suchá priehyba z Babek

Suchá priehyba (též Sedlo pod Homôľkou či Sedlo pod Suchým vrchom, polsky Sucha Przehyba Sielnicka, 1451 m n. m.) je sedlo v Západních Tatrách na Slovensku. Nachází se v západní rozsoše Ostré mezi samotnou Ostrou (1703 m n. m.) na východě a Suchým vrchem (1477 m n. m.) na západě. Severní svahy spadají od sedla do Suché doliny, jižní do doliny Pod Homôľkou (boční větev Huňové doliny). Různé varianty slovenského názvu jsou zapříčiněny tím, že Suchý vrch bývá občas nazýván Homôľka. V minulosti spojovala Suchou priehybu a sedlo Predúvratie neznačená turistická cesta. V současnosti není oblast turisticky přístupná, protože leží na území národní přírodní rezervace Suchá dolina.